# La Speziaviken
La Speziaviken är en vik i norra Tyrrenska havet, utanför italienska Ligurien. Bukten har fått sitt namn efter den italienska staden La Spezia. Den ligger i nordligaste delen av Liguriska havet.
Världsarvsöarna Palmaria, Tino och Tinetto ligger i viken, som också gränsar till Cinque Terre.